# Abram Samojlovič Bezicovič
Abram Samojlovič Bezicovič in russo Абрам Самойлович Безикович? (Berdjans'k, 23 gennaio 1891 – Cambridge, 2 novembre 1970) è stato un matematico russo, conosciuto per i suoi contributi in analisi, soprattutto per quanto riguarda lo studio della dimensione di Hausdorff di insiemi molto irregolari. Ha ricevuto la Medaglia Sylvester nel 1952 e la medaglia De Morgan nel 1950.